# Widget (bier)

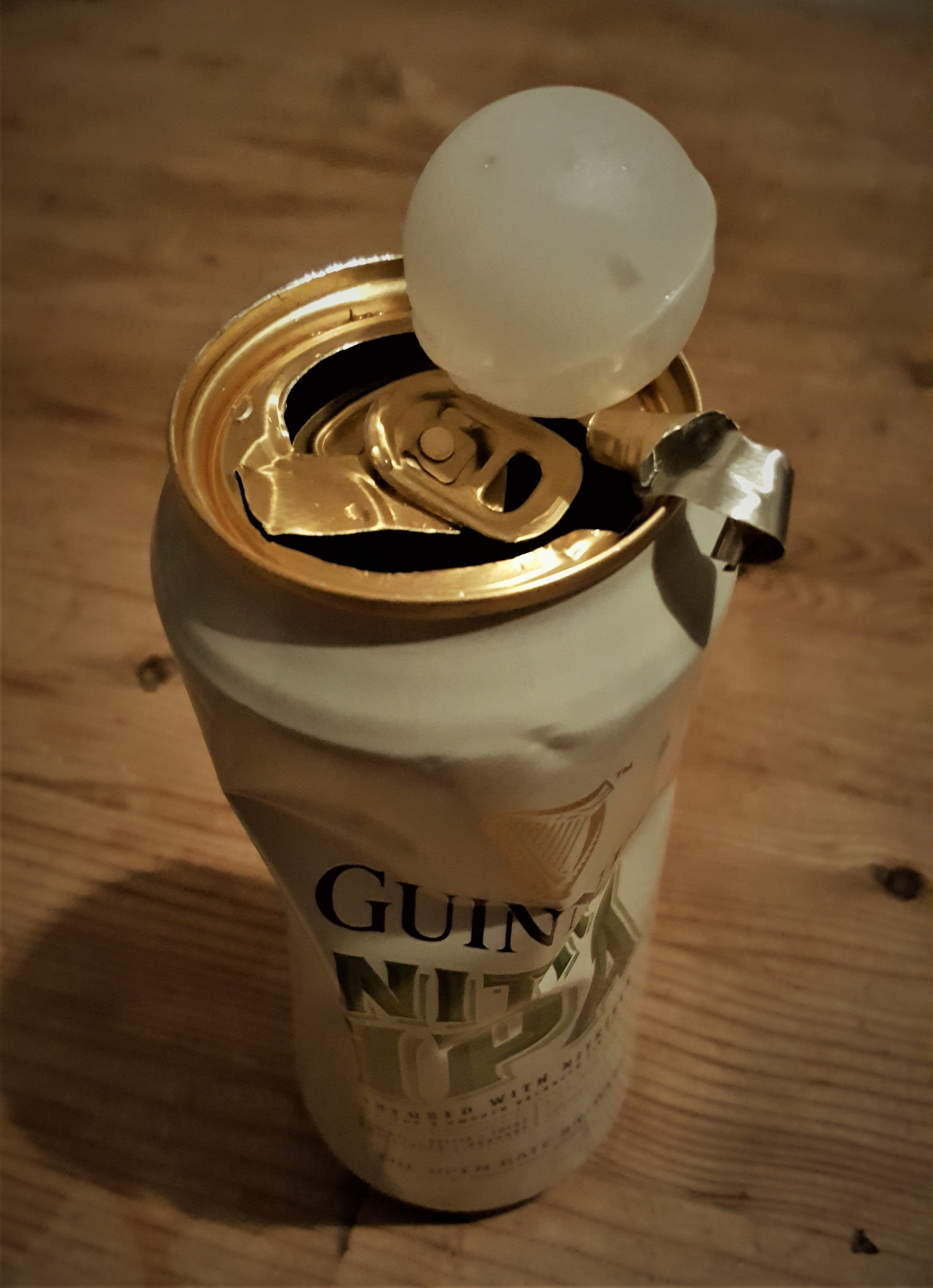
Een widget op een Guinness-blikje

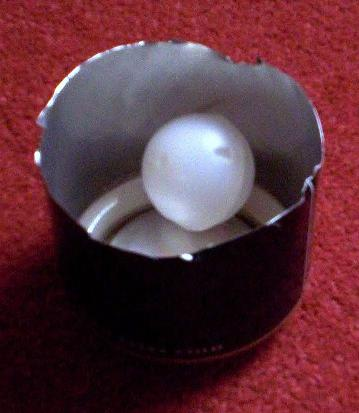
Een widget in een Guinness-blikje

Een widget (Engels voor "snufje", "apparaatje") is een klein plastic balletje in een blik bier waarmee de eigenschappen van getapt bier wordt nagebootst in bier dat geen koolzuurgas bevat. Zodra het blik geopend wordt, daalt de druk in het blik en barst het balletje open. Dat zorgt ervoor dat er stikstof vrijkomt in het bier. Omdat stikstof slecht oplosbaar is in water ontsnapt het meeste meteen als gas aan de atmosfeer, maar een deel komt daarna langzamer vrij in de vorm van piepkleine gasbelletjes. Deze vormen het schuim. Het wordt onder meer toegevoegd aan Guinness-bier. Meestal wordt kooldioxide gebruikt ('koolzuurgas') om frisdranken en bier in blik van 'prik' te voorzien maar stikstof geeft fijnere belletjes en daardoor een fijner schuim.